# (22598) Francespearl
(22598) Francespearl (1998 HO117) – planetoida z pasa głównego asteroid okrążająca Słońce w ciągu 3,44 lat w średniej odległości 2,28 j.a. Odkryta 23 kwietnia 1998 roku.